# Aldrovandia
Aldrovandia är ett släkte av fiskar. Aldrovandia ingår i familjen Halosauridae.
Kladogram enligt Catalogue of Life:
| Aldrovandia | \| \| Aldrovandia affinis \| \| \| \| \| \| Aldrovandia gracilis \| \| \| \| \| \| Aldrovandia mediorostris \| \| \| \| \| \| Aldrovandia oleosa \| \| \| \| \| \| Aldrovandia phalacra \| \| \| \| \| \| Aldrovandia rostrata \| \| \| \| |
|             | \| \| Aldrovandia affinis \| \| \| \| \| \| Aldrovandia gracilis \| \| \| \| \| \| Aldrovandia mediorostris \| \| \| \| \| \| Aldrovandia oleosa \| \| \| \| \| \| Aldrovandia phalacra \| \| \| \| \| \| Aldrovandia rostrata \| \| \| \| |
|             | Halosauropsis |
|             | |
|             | Halosaurus |
|             | |
|             | Aldrovandia affinis |
|             | |
|             | Aldrovandia gracilis |
|             | |
|             | Aldrovandia mediorostris |
|             | |
|             | Aldrovandia oleosa |
|             | |
|             | Aldrovandia phalacra |
|             | |
|             | Aldrovandia rostrata |
|             | |

|  | Aldrovandia affinis      |
|  |                          |
|  | Aldrovandia gracilis     |
|  |                          |
|  | Aldrovandia mediorostris |
|  |                          |
|  | Aldrovandia oleosa       |
|  |                          |
|  | Aldrovandia phalacra     |
|  |                          |
|  | Aldrovandia rostrata     |
|  |                          |

## Bildgalleri

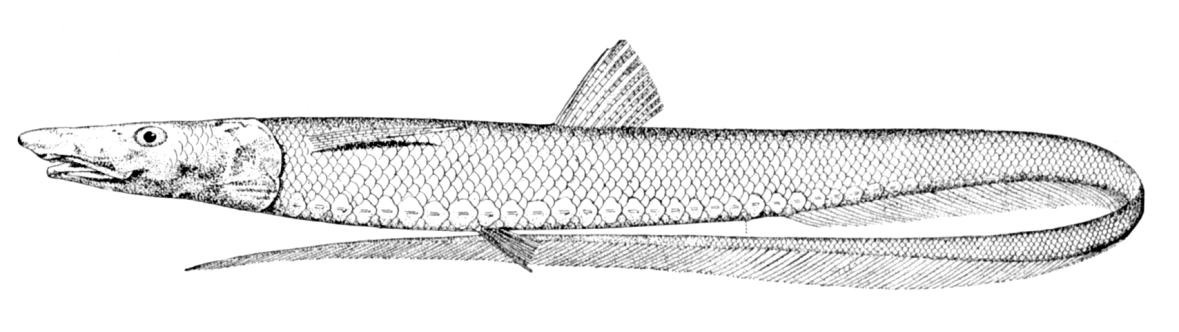
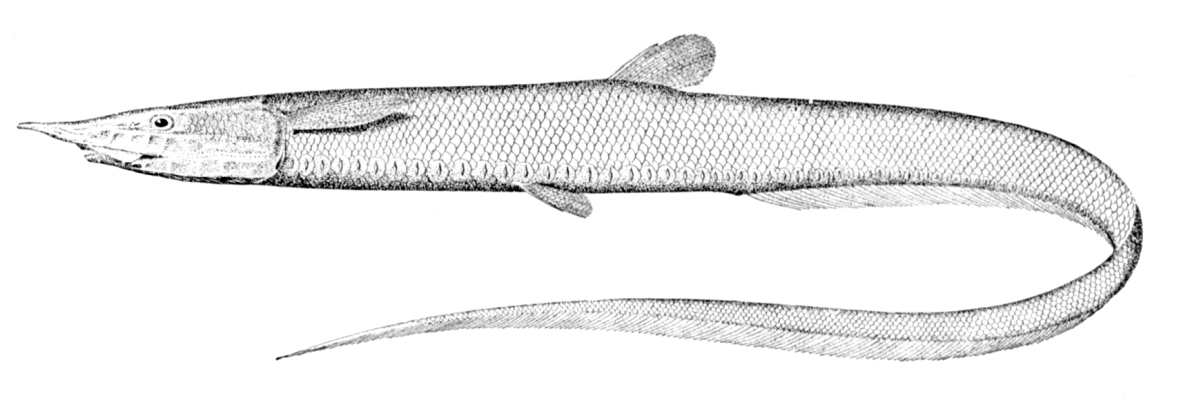
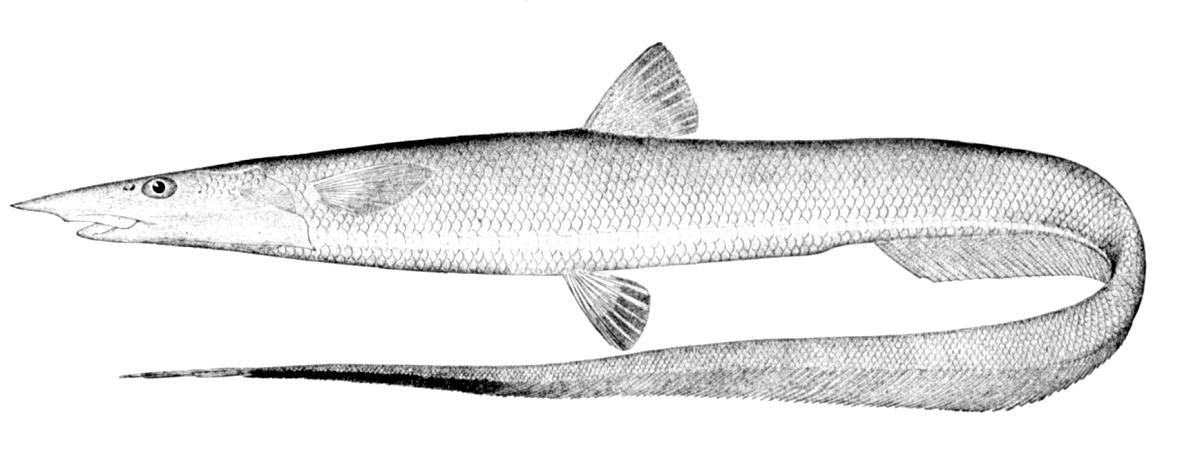
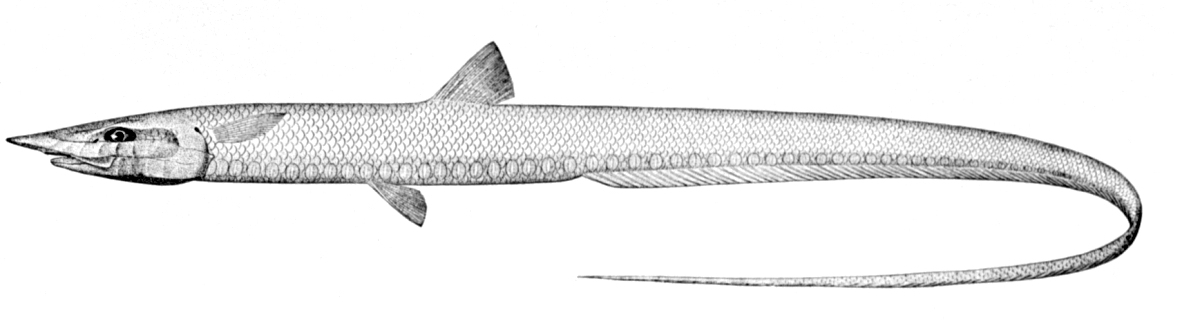
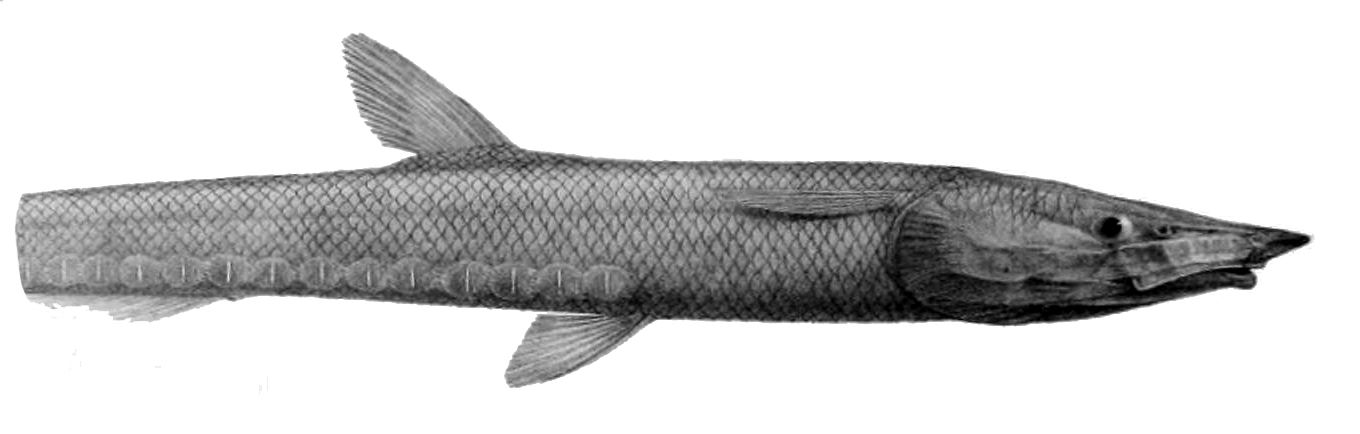